# Автошлях Р 14
| Автошлях Р 14 |                      |
| Довжина       | Загальна — 154,4 км. |
| Області       | Волинська            |
| Мапа          |                      |
| Маршрут       |                      |
| Луцьк         | М19 E85 Н22 Н17      |
| Ківерці       |                      |
| Маневичі      |                      |
| Любешів       |                      |
| Дольськ       |                      |

Автошлях Р 14 — автомобільний шлях регіонального значення на території України, Луцьк — Дольськ. Проходить територією Волинської області.
З'єднує Луцьк і кордон з Білоруссю.
Починається у Луцьку, проходить через Ківерці, Колки, Маневичі, Любешів, Дольськ та закінчується на кордоні з Білоруссю. Далі йде Білоруська траса Р144.

## Загальна довжина
Луцьк — Ківерці — Маневичі — Любешів — Дольськ — 154,4 км.